# Dominique Fillon
Pour les articles homonymes, voir Fillon.
Dominique Fillon, né le 25 février 1968 au Mans (Sarthe), est un musicien français de jazz et de variétés.

## Biographie

### Famille et formation
Né d'un père notaire, Michel Fillon, et de son épouse, l'historienne Anne Fillon, il est frère cadet de l'homme politique François Fillon et de Pierre Fillon (président de l'automobile Club de l'Ouest, qui organise les 24 Heures du Mans). Dominique Fillon commence à jouer du piano à l'âge de 11 ans et de la caisse claire à 12 ans. Arrêtant l'école en terminale, il suit des cours de musique à l'école de jazz du Mans et à l'American School de Paris.

### Carrière musicale
Après avoir été musicien dans des clubs parisiens, il accompagne durant trois ans Bernard Lavilliers sur scène au piano, puis pendant cinq ans Michel Fugain. Il collabore également avec Sanseverino.
En 2007, Dominique Fillon sort son premier album intitulé Détours, puis en 2010, son second album Americas,. Ensuite, As It Comes paraît en 2012, et Born in 68 en 2014 chez le label Cristal Records.

### Vie privée
En août 2007, il se marie avec Akémi Toyama-Mehlem, violoniste classique de onze ans sa cadette. Ils ont une fille.